# Zurab Sakandelidze
Zurab Sakandelidze, (gruz. ზურაბ საკანდელიძე; ur. 9 sierpnia 1945 w Kutaisi, zm. 25 stycznia 2004 w Tbilisi) – gruziński koszykarz, grał na pozycji niskiego skrzydłowego. Jego atrybuty fizyczne z czasów, kiedy grał w koszykówkę to 188 cm i 81 kg. Występował w takich zespołach jak CSKA Moskwa i Dinamo Tbilisi. W reprezentacji zadebiutował na rozgrywanych w roku 1965 w Moskwie mistrzostwach Europy. Wraz z reprezentacją ZSRR zdobył złoty medal olimpijski na IO 1972 w Monachium. Wcześniej wywalczył wraz z reprezentacją brązowy medal na IO 1968 w Meksyku.